# Gnophos infracinerea
Gnophos infracinerea är en fjärilsart som beskrevs av Eugen Wehrli 1953. Gnophos infracinerea ingår i släktet Gnophos och familjen mätare. Inga underarter finns listade i Catalogue of Life.